# خوسيه لوبيز راميريز
خوسيه لوبيز راميريز (بالإسبانية: José López Ramírez)‏ هو لاعب كرة قدم إسباني، ولد في 17 ديسمبر 1975 في مالقة في إسبانيا.

## روابط خارجية
- خوسيه لوبيز راميريز على موقع Paralympic.org (الإنجليزية)
- خوسيه لوبيز راميريز على موقع Paralympic.org (الإنجليزية)
- خوسيه لوبيز راميريز على موقع اللجنة البارالمبية الإسبانية (الإسبانية)